# Betinho (calciatore 1992)
Roberto Pimenta Vinagre Filho, meglio noto come Betinho (Apeú, 4 aprile 1992), è un calciatore brasiliano, centrocampista dell'Arema.

## Caratteristiche tecniche
È un mediano.

## Carriera
Cresciuto nel settore giovanile del Remo, ha esordito in prima squadra l'8 agosto 2010 disputando l'incontro di Série D perso 1-0 contro l'América-MG. Dieci anni dopo ha esordito nella massima divisione brasiliana giocando con lo Sport Recife il match contro il Ceará vinto 3-2.

## Palmarès

### Competizioni nazionali
- Campeonato Brasileiro Série D: 1

Tombense: 2014

### Competizioni statali
- Campionato Catarinense: 1

Figueirense: 2018